# Управление МВД России по Омской области
Управление Министерства внутренних дел Российской Федерации по Омской области (УМВД России по Омской области) — территориальный орган исполнительной власти, осуществляющий функции по реализации государственной политики в сфере внутренних дел на территории Омской области.
Основными задачами управления являются обеспечение безопасности, охрана прав и свобод граждан, борьба с преступностью, охрана общественного порядка и контроль за миграционными процессами.
Руководитель УМВД назначается и освобождается от должности Президентом Российской Федерации по представлению Министра внутренних дел РФ. С 2024 года управление возглавляет генерал-майор полиции Вадим Владимирович Болотов.
Юридический адрес: Россия, 644099, Омск, улица Ленина, д. 2.
Структура управления включает в себя оперативные, следственные, дознавательные, патрульные и специализированные подразделения, а также отделы по вопросам миграции, информационных технологий, охране общественного порядка, борьбе с наркотиками, экономической и киберпреступностью.

## История
Первые полицейские функции на территории современной Омской области выполнялись силами Сибирского казачьего войска и Омской крепостной администрации, учреждённой Петром I в 1716 году. Формальное становление региональной полицейской системы связано с созданием Омской губернии в 1822 году согласно «Учреждению для управления губерниями» М. М. Сперанского.
Ключевые этапы:
- 1867 — учреждение Омского городского полицейского управления в рамках судебной реформы Александра II.[9]
- 1917 — после Октябрьской революции полиция преобразована в народную милицию Петрограда (в составе Омской губернии).[10]
- 1920  — формирование Омской губернской милиции в составе НКВД РСФСР.[11]
- 1941–1945 — милиция обеспечивала правопорядок при эвакуации промышленных предприятий в Омск.
- 1965 — открыто Омское высшее милицейское училище (позже — Омская академия МВД России).[12]

Современный период:
- 2011 — переход на федеральную модель полиции в рамках общероссийской реформы МВД.[13]
- 2023 — внедрена система «Безопасный город», интегрировано более 1700 видеокамер и 225 стационарных комплексов фотовидеофиксации нарушений правил дорожного движения.[14]

## Руководители

### Омской народной милиции
| Период                  | ФИО                             | Должность                                                | Источник |
| ----------------------- | ------------------------------- | -------------------------------------------------------- | -------- |
| декабрь 1917 – май 1918 | Пётр Сергеевич Успенский        | Первый комиссар милиции Омска (начальник милиции)        | [ 15 ]   |
| 1919–1920               | Ефим Давидович Спиян            | Руководитель милиции города Омска                        | [ 16 ]   |
| 1918–1920               | Пётр Яковлевич Петрухо          | Организатор милиции Омской области (служба в ЧК/милиции) | [ 17 ]   |
| 1919                    | Артем Кузьмич Стрижак‑Василенко | Руководитель милиции Омска (расстрелян)                  | [ 18 ]   |

### УНКВД по Омской области
| Период                           | ФИО                           | Должность                                                      | Источник |
| -------------------------------- | ----------------------------- | -------------------------------------------------------------- | -------- |
| 17 декабря 1934 – 23 июля 1937   | Эдуард Петрович Салынь        | Начальник УНКВД по Омской области (старший майор ГБ с 1935 г.) | [ 19 ]   |
| 23 июля - 19 августа 1937 г.     | Григорий Федорович Горбач     | Начальник УНКВД по Омской области (майор ГБ)                   | [ 19 ]   |
| 19 августа - 27 апреля 1938      | Константин Николаевич Валухин | Начальник УНКВД по Омской области (капитан ГБ)                 | [ 19 ]   |
| 22 мая 1938 - 25 января 1939     | Зотик Андреевич Волохов       | Начальник УНКВД по Омской области (капитан ГБ) (арестован)     | [ 19 ]   |
| 28 января 1939 – 26 февраля 1941 | Михаил Егорович Захаров       | Начальник УНКВД по Омской области (капитан ГБ)                 | [ 19 ]   |
| 1939-1946                        | Василий Иванович Галкин       | Начальник УНКВД Омской области                                 | [ 20 ]   |

### УВД по Омской области
| Период                           | ФИО                            | Должность                                                  | Источник |
| -------------------------------- | ------------------------------ | ---------------------------------------------------------- | -------- |
| 6 августа 1946 – 20 декабря 1950 | Федор Игнатьевич Петров        | Начальник УВД по Омской области (полковник милиции)        | [ 19 ]   |
| 6 августа 1946 – 20 декабря 1950 | Федор Игнатьевич Петров        | Начальник УВД по Омской области (полковник милиции)        | [ 19 ]   |
| 17 января 1951 – 16 марта 1953   | Георгий Григорьевич Чукреев    | Начальник УВД по Омской области (подполковник милиции)     | [ 19 ]   |
| 16 марта 1953 – 27 марта 1954    | Семен Федорович Горбунов       | Начальник УВД по Омской области (полковник ГБ)             | [ 19 ]   |
| 1954 – 1964 г.                   | Николай Иванович Мануковский   | Начальник УВД по Омской области (полковник милиции)        | [ 19 ]   |
| июнь 1964 – август 1970          | Александр Григорьевич Смирнов  | Начальник УВД Омского облисполкома (генерал‑майор милиции) | [ 19 ]   |
| август 1970 – март 1984          | Иван Романович Алексеев        | Начальник УВД Омского облисполкома (генерал‑майор милиции) | [ 21 ]   |
| март 1984 – 1991                 | Владимир Николаевич Образцов   | Начальник УВД Омского облисполкома (генерал‑майор милиции) | [ 22 ]   |
| 1991 – 1994                      | Виктор Николаевич Лотков       | Начальник УВД Омской области (генерал‑майор милиции)       | [ 23 ]   |
| 1994 – 2000                      | Евгений Афанасьевич Стороженко | Начальник УВД Омской области (генерал‑лейтенант милиции)   | [ 24 ]   |

### УМВД по Омской области
| Период                         | ФИО                          | Должность                                                 | Источник |
| ------------------------------ | ---------------------------- | --------------------------------------------------------- | -------- |
| 2000 – 2010                    | Виктор Яковлевич Камерцель   | Начальник УМВД Омской области (генерал‑майор милиции)     | [ 25 ]   |
| 2010 – 2016                    | Юрий Иосифович Томчак        | Начальник УМВД Омской области (генерал‑лейтенант милиции) | [ 26 ]   |
| июнь 2016 - декабрь 2016       | Любовь Нестеровна Аксёнова   | Врио начальника УМВД Омской области (полковник милиции)   | [ 27 ]   |
| декабрь 2016 – конец 2019      | Леонид Михайлович Коломиец   | Начальник УМВД Омской области (генерал‑майор полиции)     | [ 28 ]   |
| март 2020 – февраль 2024       | Вячеслав Геннадьевич Крючков | Начальник УМВД Омской области (генерал‑лейтенант полиции) | [ 29 ]   |
| февраль 2024                   | Алексей Георгиевич Шелков    | Врио начальника УМВД Омской области (полковник полиции)   | [ 30 ]   |
| февраль 2024 – настоящее время | Вадим Владимирович Болотов   | Начальник УМВД Омской области (генерал‑майор полиции)     | [ 31 ]   |